# Le Diable au cœur (film, 1976)
Pour l’article homonyme, voir Le Diable au cœur.
Pour plus de détails, voir Fiche technique et Distribution.
Le Diable au cœur est un film français réalisé par Bernard Queysanne, sorti en 1976.

## Synopsis
Éric Bouvier, un jeune bourgeois, achève ses études et, bien qu’il habite toujours chez ses parents, n’a que dédain pour sa famille où son père, un homme politique influent, règne en maître. Éric est secrètement amoureux de Linda, la jeune fille au pair. Lorsqu’il la surprend au lit avec son père, il tue celui-ci d’un coup de fusil, prend Linda en otage et se réfugie dans la maison de campagne familiale. Éric se rendra aux autorités à l’issue d’un déchaînement passionnel avec Linda.

## Fiche technique
- Titre original : Le Diable au cœur
- Réalisation : Bernard Queysanne
- Scénario : Bernard Queysanne, Pierre-Jean Rémy
- Musique : Laurent Petitgirard
- Direction de la photographie : Bernard Zitzermann
- Son : Bernard Aubouy
- Montage : Andrée Davanture
- Pays d'origine :  France
- Langue de tournage : français
- Producteur : Pierre Neurisse
- Sociétés de production : Dovidis, Société Nouvelle de Distribution (SND)
- Sociétés de distribution : Columbia Pictures, Warner Bros. Pictures
- Format : couleur par Eastmancolor — son monophonique — 35 mm
- Genre : drame
- Durée : 105 minutes
- Date de sortie : France, 28 mai 1976

## Distribution
- Jane Birkin : Linda
- Jacques Spiesser : Éric
- Philippe Lemaire : Monsieur Bouvier
- Emmanuelle Riva : Madame Bouvier

## Distinctions
- 1976 : Film présenté à la Quinzaine des réalisateurs de Cannes